# 乩童
乩童（在臺灣又稱為乩士、跳童），是靈媒的一種，具有借神附體或通神的能力，且被視為擁有特殊的治病、驅邪、收驚等能力，乩童並非正統道教儀式，屬於中国民间信仰的巫術，但常依附於佛教、道教等信仰對象，但實際上也有相當年長者。

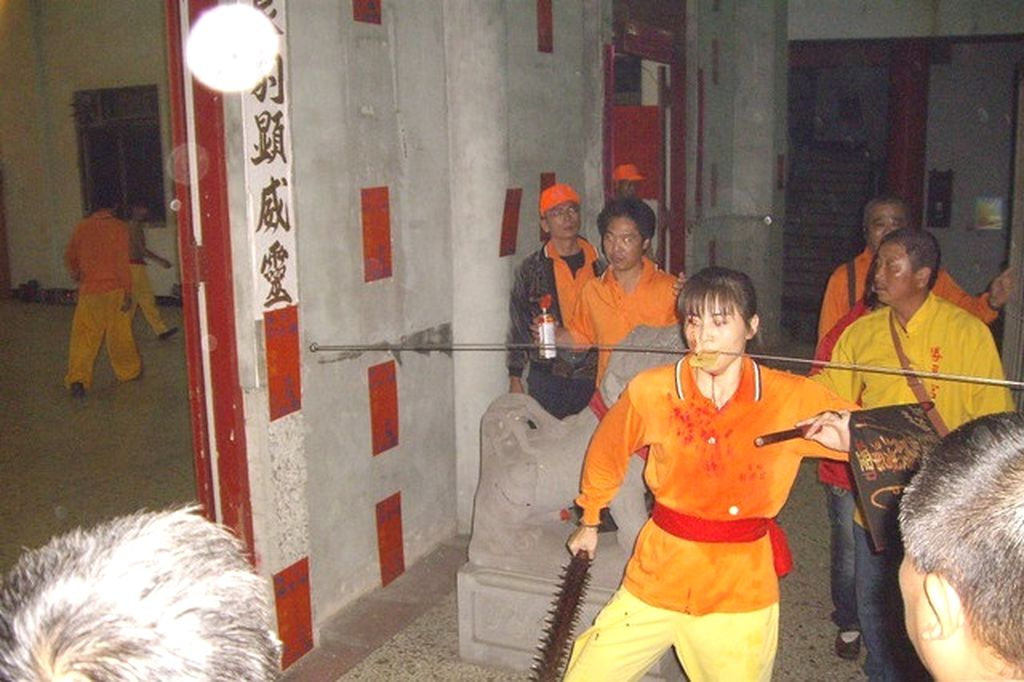
女乩童鎖口

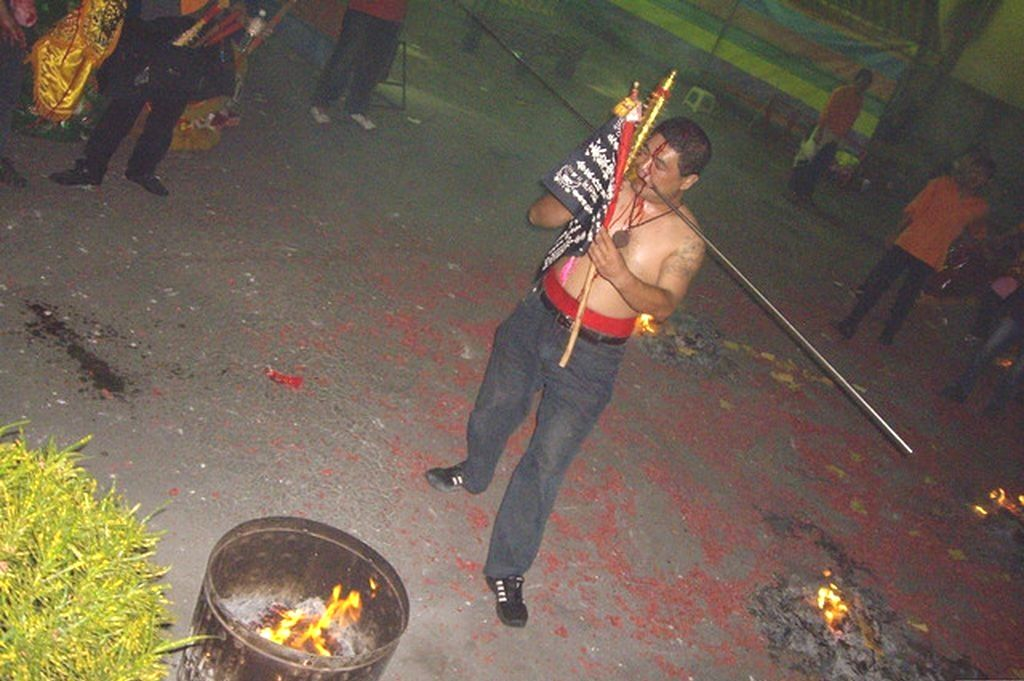
男乩童鎖口

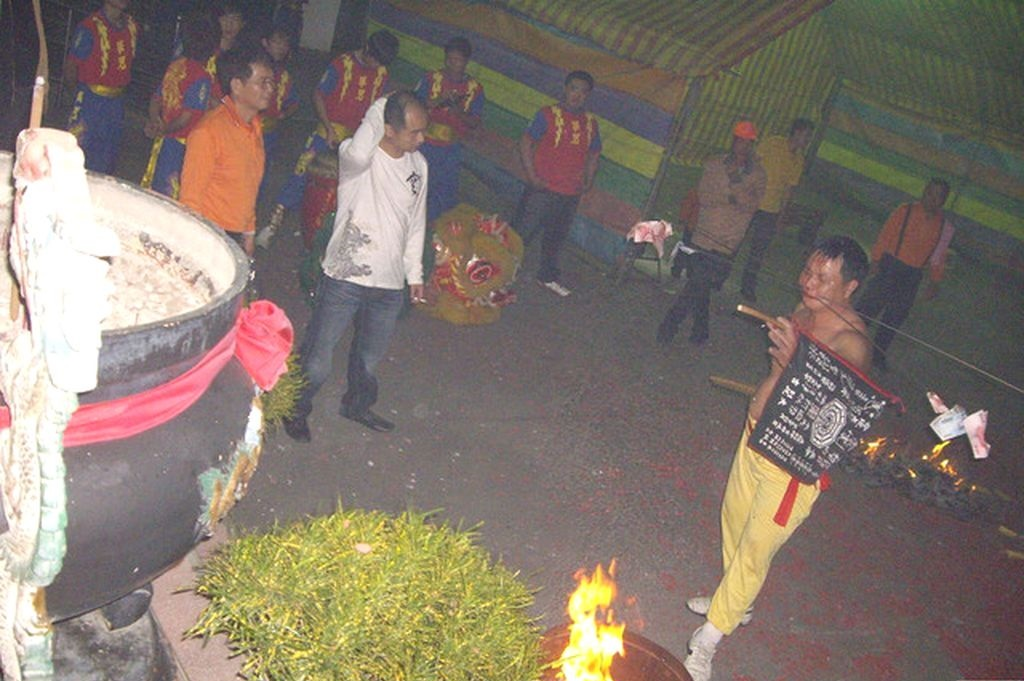
男乩童鎖口

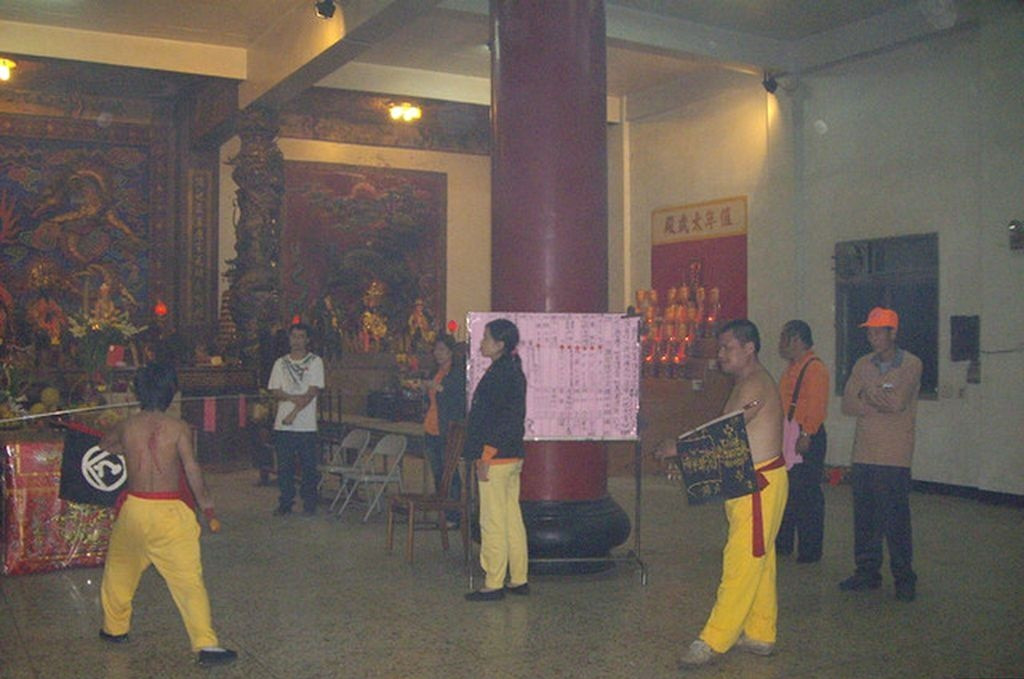
乩童

鬼神上身則稱為“起乩”，而整個過程則被稱為“扶乩”，粵語俗稱「標童」、「神打」。中國古代社會稱這類具有巫術能力的女性，為「巫」，男性則稱為「觋」。
常見的鬼神起乩，有王爺神、濟公、哪吒三太子、天上聖母、福德正神等，在香港：有齊天大聖、關雲長、張益德等，有時也有家屬的靈魂、孤魂野鬼等。乩童的工作除了當人、鬼、神之間的媒介（「神明代言人」）外，還有收驚，有時甚至有治療絕症的用途（雖然其實際效果還尚未得到證實）。屬於接近東南亞地區巫術。。

## 分別

### 生童、熟童
乩童也有分「生童」和「熟童」之別，「生童」是指還不太熟悉乩童所應學習的所有法事之專業知識和法器等；而「熟童」則是指已經很熟悉乩童所應學的所有法事、法器和法寶的老乩童。

### 文乩、武乩
乩童可以分為「文乩」與「武乩」，鬼神附身在他們身上時稱為「起乩」（闽南語稱為起童，台羅：khí-tâng）。文乩起駕大致以吟唱、口述的方式，幫信眾解惑；武乩主要是幫信徒驅魔鎮煞，在遶境踩街手持法器五寶（如七星劍、鯊魚劍、月斧、銅棍、刺球），常以各種法器敲打自己身體，使得血流如注，展示神威。有時甚至用長銅針來貫穿臉頰，稱封口、鎖口（俗稱禁口針），還有極少數宮廟堂的乩童灌口針，所使用的是小型王爺頭（或五營頭）下連有一根短銅針的型狀。

## 相關爭議與評價
在現今社會當中，仍然不乏有假借宗教信仰的名義，行詐騙之實，例如:宣稱自己為某神祇(靈)，以其旨意誆稱被害人，並且半利誘威脅方式行使詐騙手段，造成其被害人相當財務上損失、又或者假借某神祇的名義誆女性信徒遭到前男友下符，需要「雙修」才能化解劫難，但實際上則是行騙色之實，也有發生過自稱神祇附體，卻對於信徒有肢體衝突的行為。
而正統宗教認為，他們是破壞傳統道德教義的附佛外道、異端或旁門左道。

## 外部連結
- 林富士：〈当代台湾本土宗教的文化史诠释——童乩仪式装扮的新探 （页面存档备份，存于）〉。
- 汐止九龍太子乩身穿口針 （页面存档备份，存于）
- 元使道長說：正神不附身附身非正神 （页面存档备份，存于）
- 乩童附體呼女信徒巴掌事件 （页面存档备份，存于）